# Rodovia Leôncio Lopes de Miranda
A rodovia Leôncio Lopes de Miranda (MT-050) ou Estrada da Praia Grande liga o bairro Costa Verde aos distritos de  Bonsucesso  e Praia Grande em Várzea Grande na Região Metropolitana de Cuiabá a Rodovia dos Imigrantes. Esta rodovia é mais conhecida como Rota do Peixe, tendo fluxo intenso em épocas como quaresma e pascoa. 